# Арамейска азбука
Арамейската азбука е писменост, произлязла от финикийската азбука и използвана от арамейските езици. Заедно със самия език, с времето тя се разделя на няколко варианта - сирийска азбука, еврейска азбука, палмирска азбука, набатейска азбука. Смята се, че от арамейската писменост произлизат орхонската и арабската писменост.